# Ліопельма Гамільтона
Ліопельма Гамільтона (Leiopelma hamiltoni) — вид земноводних з роду Ліопельма родини Гладконоги. Отримала назву на честь Гарольда Гамільтона.

## Опис
Загальна довжина досягає 4—4,9 см. Спостерігається статевий диморфізм: самиці більші за самців. Голова широка. Очі великі із округлою зіницею. Зовнішня барабанна перетинка відсутня. Лапи позбавлені плавальних перетинок. Присутній атавістичний «хвіст». Забарвлення темно-коричневе з зеленим та світло-коричневі плямами.

## Спосіб життя
Полюбляє вологі місцини. Веде наземний спосіб життя. Активна вночі. Живиться дрібними безхребетними.
Статева зрілість настає у 3—4 роки. Під час шлюбного сезону самець не видає жодних звуків. Самиця відкладає до 20 яєць під каміння або гниючі дерева. У цієї ліопельми дуже турботливі батьки.

## Розповсюдження
Мешкає на островах Стівенс та Мод між Південним та Північним островами Нової Зеландії.